# Medal „Za wojskową służbę Ukrainie”
Medal „Za wojskową służbę Ukrainie” (ukr. Медаль «За військову службу Україні») – ukraińskie odznaczenie państwowe.

## Historia
Odznaczenie zostało ustanowione dekretem Prezydenta Ukrainy nr 931/96 z dnia 5 października 1996 roku, dla wyróżnienia obywateli za służbę wojskową w jednostkach sił zbrojnych Ukrainy, jednostkach podległych Ministerstwu Spraw Wewnętrznych, w Służbie Bezpieczeństwa Ukrainy, Gwardii Narodowej Ukrainy, Straży Granicznej Ukrainy i w Obronie Cywilnej Ukrainy. Listę osób uprawnionych do otrzymania tego odznaczenia poszerzono ustawą nr 1549-III z 16 marca 2000 r., co w głównej mierze wynikało ze zmian dokonanych w systemie formacji uzbrojonych na Ukrainie.
Pierwsze nadanie miało miejsce 4 grudnia 1996 roku.

## Zasady nadawania
Odznaczenie jest  nadawane osobom za wykazane męstwo i zaangażowanie w rozwój sił zbrojnych Ukrainy, a w szczególności:
- za osobistą odwagę i męstwo, bezinteresowne działania, które przyczyniły się do zwiększenia ochrony interesów państwowych Ukrainy;
- za osiągnięcie wysokiej gotowości bojowej wojsk i zapewnienie zdolności obronnych Ukrainy;
- za wzorowe spełnianie obowiązków wojskowych;
- za wykonywanie specjalnych zadań dla podniesienia bezpieczeństwa publicznego Ukrainy;
- za zasługi w ochronie granicy państwowej Ukrainy;
- za 25 lat nienagannej służby wojskowej.

Odznaczenie może być nadawane także cudzoziemcom i bezpaństwowcom, a także pośmiertnie, w tym przypadku odznaczenie otrzymuje rodzina osoby nagrodzonej.
Odznaczenie nadawane jest przez Prezydenta Ukrainy, na wniosek odpowiednich ministerstw, dowództw oraz organów administracji państwowej i regionalnej.

## Opis odznaki
Odznaka medalu wykonana jest ze srebra i ma formę wieńca z liści dębowych o średnicy 40 mm.   
Na awersie na wieńcu z liści dębowych umieszczono symbole wojskowe: rakietę, armatę, szablę, róg sygnałowy, kotwicę, skrzydło (symbol lotnictwa wojskowego) i chorągiew. 
Rewers odznaki jest gładki, w dolnej części wieńca po okręgu znajduje się napis: ЗА ВІЙСЬКОВУ СЛУЖБУ УКРАЇНІ (pol. Za wojskową służbę Ukrainie), natomiast w górnej części dwie gałązki laurowe. 
Medal zawieszony jest na prostokątnej zawieszce o długości 45 mm i szerokości 28 mm, obciągniętej wstążką koloru jasnoniebieskiego o szer. 28 mm. W środku znajduje się pasek koloru niebieskiego o szerokości 12 mm, a po jego bokach paski o szer. 2 mm koloru żółtego. Baretka medalu ma wysokość 12 mm i długość 24 mm.